# Macskák a múzeumban
A Macskák a múzeumban (eredeti cím: Коты Эрмитажа) 2023-ban bemutatott orosz animációs film.

## Rövid leírás
Vincent, egy fiatal macska és egér barátja, Maurice, kalandos úton érkezik meg Szentpétervár világhírű múzeumához, az Ermitázshoz. Ott összetalálkoznak egy elit macskaosztaggal, amely évszázadok óta igyekszik védeni a gyűjteményben őrzött műkincseket a különféle kártevőktől, beleértve az egereket is. Vincent arra számít, hogy itt családot alapíthat, de nem szívesen veszítené el barátját sem, különösen azért, mert korábban egyszer az életét is megmentette.
A múzeumban azonban nemcsak Maurice jelenléte problémás, de a szenvedélye is: az egér ugyanis igazi műkedvelő és nagyon szereti a festményeket – rágcsálni. A helyzet akkor válik még bonyolultabbá, amikor Leonardo da Vinci világhírű festménye, a Mona Lisa is megérkezik az Ermitázsba, ugyanis minden művészetrajongó egér leghőbb álma megkóstolni ezt a páratlan remekművet. A festménynek viszont egyszer csak lába kél, így Vincent és barátai váratlan feladattal szembesülnek: bármi áron meg kell találniuk az eltűnt műkincset.

## Szereplők
| Szerep    | Eredeti hang       | Magyar hang         |
| --------- | ------------------ | ------------------- |
| Vincent   | Roman Kurcin       | Kisfalusi Lehel     |
| Kleopátra | Polina Gagarina    | Bogdányi Titanilla  |
| Max       | Pavel Prilucsnij   | Fehér Tibor         |
| Maurice   | Gyiomid Vinogradov | Elek Ferenc         |
| Szellem   | Gyiomid Vinogradov | Vida Péter          |
| Buci      | Anton Eldarov      | Barabás Kiss Zoltán |

### Magyar változat
- Főcím: Király Attila
- Magyar szöveg: Gyarmati Ádám
- Hangmérnök: Zakar Sándor
- Vágó: Pilipár Éva
- Gyártásvezető: Masoll Éva
- Szinkronrendező: Kéthely Nagy Luca
- Produkciós vezető: Witzenleiter Kitti

A szinkront a Direct Dub Studios készítette.